# متلألئة شوكية
متلألئة شوكية (الاسم العلمي:Luzula echinata) هي نوع من النباتات تتبع جنس المتلألئة من الفصيلة الأسلية.